# 1989 CH4
1989 CH4 är en asteroid i huvudbältet som upptäcktes den 7 februari 1989 av de båda japanska astronomerna Seiji Ueda och Hiroshi Kaneda i Kushiro.